# Ring of Changes
Ring of Changes – dwunasty album studyjny w dyskografii brytyjskiej grupy rockowej Barclay James Harvest. Płyta została wydana w Wielkiej Brytanii 16 maja 1983 przez wytwórnię Polydor, pod numerem katalogowym POLH 3 (w Niemczech 811 638-1). Z albumu pochodzą trzy single „Just a Day Away” (pozycja #5 na szwajcarskiej liście przebojów), „Waiting for the Right Time” oraz „Ring of Changes”.

## Lista utworów
| #  | Tytuł                                | Kompozytor  | Czas |
| -- | ------------------------------------ | ----------- | ---- |
| A1 | „Fifties Child”                      | John Lees   | 4:18 |
| A2 | „Looking from the Outside”           | Les Holroyd | 5:17 |
| A3 | „Teenage Heart”                      | John Lees   | 4:30 |
| A4 | „High Wire”                          | Les Holroyd | 5:04 |
| A5 | „Midnight Drug”                      | John Lees   | 5:13 |
| B1 | „Waiting for the Right Time”         | Les Holroyd | 6:19 |
| B2 | „Just a Day Away (Forever Tomorrow)” | John Lees   | 4:12 |
| B3 | „Paraiso Dos Cavalos”                | John Lees   | 5:51 |
| B4 | „Ring of Changes”                    | Les Holroyd | 7:27 |

## Skład zespołu
- Les Holroyd – gitara basowa, instrumenty klawiszowe, gitary, śpiew
- John Lees – gitary, śpiew
- Mel Pritchard – perkusja, instrumenty perkusyjne

## Pozycje na listach
| Lista 1983        | Pozycja |
| ----------------- | ------- |
| Lista brytyjska   | 36      |
| Lista holenderska | 38      |
| Lista niemiecka   | 4       |
| Lista norweska    | 7       |